# Tommi Satosaari
Tommi Satosaari (né le 17 février 1975 à Jyväskylä) est un joueur professionnel finlandais de hockey sur glace devenu entraîneur,.

## Carrière de joueur
Formé au JYP Jyväskylä, il commence sa carrière professionnelle en SM-Liiga en 1996. Par la suite, il a évolué au Royaume-Uni et remporté la Coupe Findus avec les Newcastle Vipers. En plus d'un bref passage en 2. Bundesliga, il a évolué en SM-Liiga avec l'Ässät Pori, et l'Ilves Tampere. De 2003 à 2005, il signe au HDD ZM Olimpija avec qui il gagne la Ligue Slovène lors de sa première saison. À partir de 2005, il rejoint les Pelicans Lahti et voit son temps de jeu diminué, cantonné dans le rôle de doublure d'Antti Niemi.
En 2008, il part vers un nouveau challenge chez les Diables Rouges de Briançon en Ligue Magnus. Le 4 octobre 2008, il inscrit un but en cage vide face aux Brûleurs de Loups de Grenoble pour une victoire 3-0 lors de la cinquième journée de la saison régulière. Il est le second gardien de but en France, après Antoine Mindjimba, à avoir marqué un but. L'équipe est battue en huitième de finale de la Coupe de France chez les Ducs de Dijon 3-1. Elle s'incline en finale de Coupe de la Ligue contre les Brûleurs de Loups de Grenoble 4-3 après prolongation. Les briançonnais, premiers de la saison régulière, sont défaits trois victoires à une en finale de la Ligue Magnus contre cette même équipe. Les grenoblois réalisent le quadruplé avec en plus le match des champions et la Coupe de France. En 2009, il est remplacé par Ramón Sopko. Il signe en compagnie de Balázs Ladányi et Márton Vas à Alba Volán pensionnaire du championnat d'Autriche.

## Équipes successives
- JYP Jyväskylä (SM-Liiga) 1993-1996
- FPS Forssa (I divisioona) 1996-1997
- JYP Jyväskylä (SM-Liiga) 1997-2000
- Newcastle Jesters (Superleague) 2000-2001
- Ässät Pori (SM-Liiga) 2001-2002
- REV Bremerhaven (2. Bundesliga) 2002-2003
- Ilves Tampere (SM-Liiga) 2002-2003
- Newcastle Vipers (Superleague) 2003-2004
- HDD ZM Olimpija (Ligue Slovène) 2003-2005
- JYP Jyväskylä (SM-Liiga) 2005-2006
- Haukat Järvenpää (Mestis) 2005-2006
- Pelicans Lahti (SM-Liiga) 2005-2008
- Diables Rouges de Briançon (Ligue Magnus) 2008-2009
- Alba Volán (EBEL) 2009-2011
- IF Troja-Ljungby (Allsvenskan) 2011

## Trophées et honneurs personnels
Ligue Magnus
- Octobre 2008: élu dans l'équipe type de Hockey Archives[3].
- Novembre 2008 : élu dans l'équipe type de Hockey Archives.
- 2009 : Sélectionné dans l'équipe étoile des joueurs étrangers.
- 2009 : remporte le trophée Jean-Ferrand.